# Testudo (szyk)

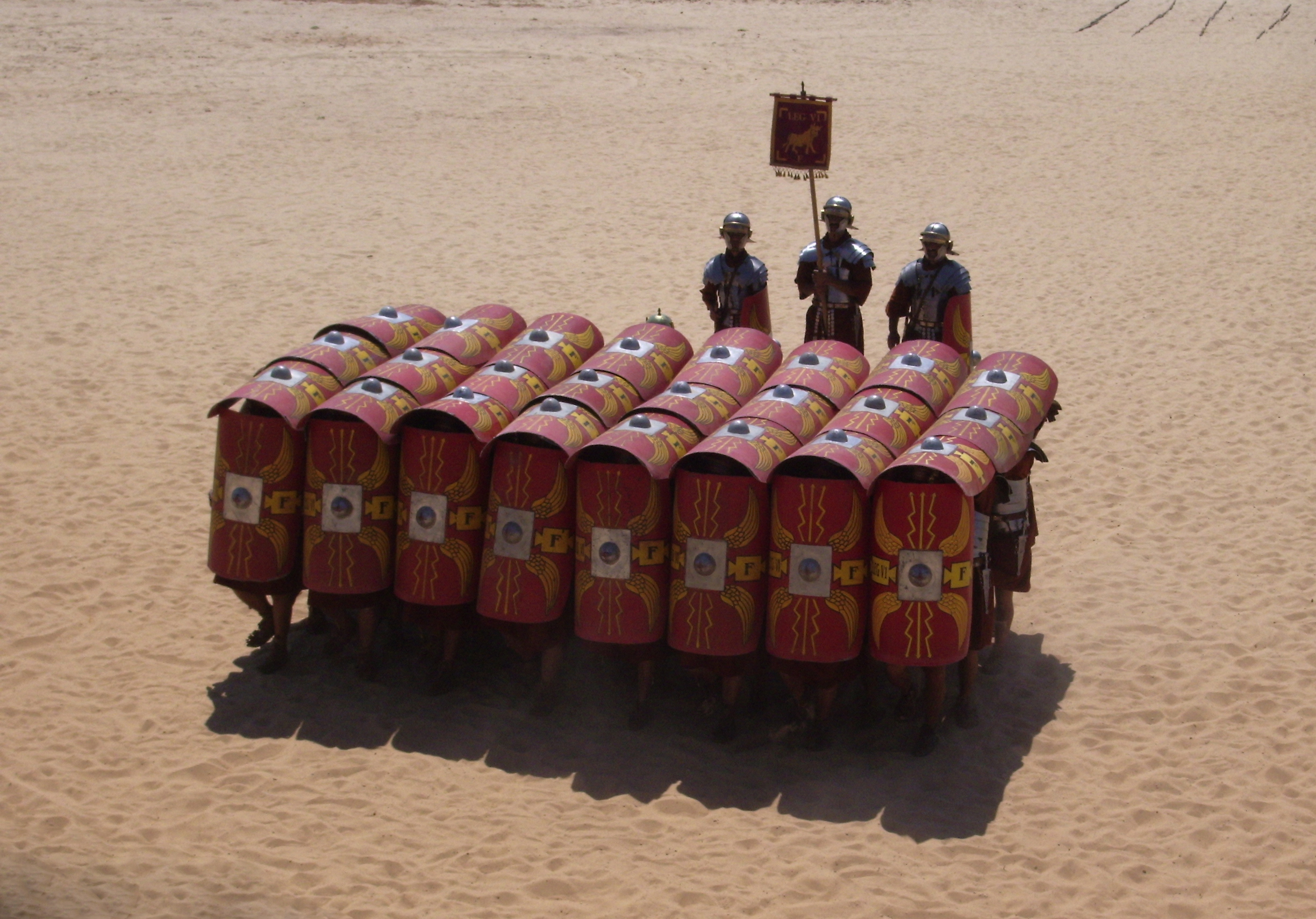
Szyk żółwi z wykorzystaniem tarcz legionowych (scutum) – rekonstrukcja współczesna

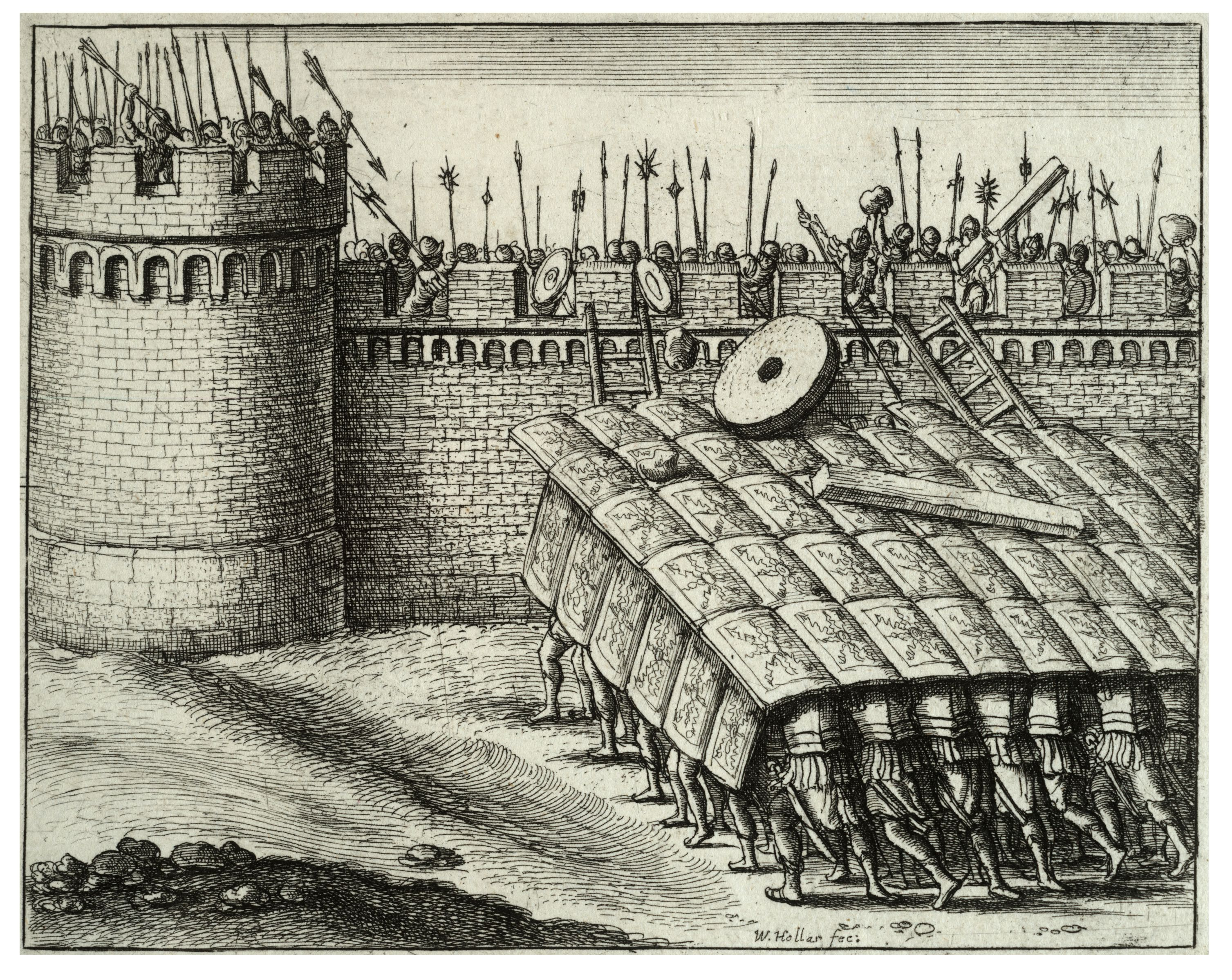
Testudo w ataku podczas oblężenia (XVII-wieczna rycina)

Testudo, acies testudo (szyk żółwi) – obronny szyk legionów rzymskich stosowany dla ochrony przed ostrzałem przeciwnika. 
Polegał na utworzeniu zwartej prostokątnej kolumny, w której legioniści (zwykle 27) z pierwszego szeregu i z boków formacji trzymali tarcze pionowo przed sobą lub od strony swego odsłoniętego boku, a legioniści z szeregów wewnętrznych trzymali tarcze poziomo nad sobą i nad legionistami pierwszego i bocznych szeregów, tworząc w ten sposób osłonę całego szyku przed pociskami przeciwnika. Poruszający się w takiej kolumnie legioniści przypominali osłoniętego skorupą żółwia (łac. testudo). 
Do wad tego szyku należały:
- utrudnienie w przejściu do walki wręcz przy bardzo ciasnym ustawieniu żołnierzy zmuszonych do trzymania tarcz inaczej niż do walki wręcz. Podczas bitwy pod Carrhae w 53 p.n.e. Rzymianie walczący w regularnym szyku byli ostrzeliwani przez partyjskich konnych łuczników, natomiast przechodząc do szyku żółwiego, atakowani byli przez katafraktów;
- częściowe odsłonięcie (nóg i głów) legionistów pierwszego szeregu (w odróżnieniu od hoplitów nie nosili nagolenników), narażające na trafienia;
- narażenie na silny ostrzał za pomocą machin miotających jako cel stosunkowo duży i zwarty; pojedynczy ciężki pocisk celnie wystrzelony z katapulty lub balisty mógł zabić kilku-kilkunastu legionistów.

Współcześnie podobną formację stosują czasami policyjne siły porządkowe, tworząc osłonę z tarcz przed rzucanymi przez uczestników zamieszek kamieniami i petardami.